# Милути
Милу́ти (бел. Мілу́ці) — деревня в Сморгонском районе Гродненской области Белоруссии.
Входит в состав Вишневского сельсовета.
Расположена в северо-восточной части района. Расстояние до районного центра Сморгонь по автодороге — 25,5 км, до центра сельсовета агрогородка Вишнево по прямой — чуть менее 12 км. Ближайшие населённые пункты — Абрамовщина-3, Лещеняты, Теляки. Площадь занимаемой территории составляет 0,3711 км², протяжённость границ 8220 м.

## История
Деревня отмечена на карте Шуберта (середина XIX века) в составе Войстомской волости Свенцянского уезда Виленской губернии под названием Милуты. В 1865 году Милути насчитывали 9 дворов и 108 жителей католического вероисповедания. Бывшее владение Шымковичей, затем казённое. Входила в состав деревенского округа Локачи.
После Советско-польской войны, завершившейся Рижским договором, в 1921 году Западная Белоруссия отошла к Польской Республике и деревня была включена в состав новообразованной сельской гмины Войстом Свенцянского повета Виленского воеводства. 1 января 1926 года гмина Войстом была переведена в состав Вилейского повета.
В 1938 году Милути насчитывали 32 дыма (двора) и 155 душ.
В 1939 году, согласно секретному протоколу, заключённому между СССР и Германией, Западная Белоруссия оказалась в сфере интересов советского государства и её территорию заняли войска Красной армии. Деревня вошла в состав новообразованного Сморгонского района Вилейской области БССР. После реорганизации административного-территориального деления БССР деревня была включена в состав новой Молодечненской области в 1944 году. В 1960 году, ввиду новой организации административно-территориального деления и упразднения Молодечненской области, Милути вошли в состав Гродненской области.

## Население
Согласно переписи население деревни в 1999 году насчитывало 53 жителя.

## Транспорт
Через деревню проходит автомобильная дорога местного значения Н7372 Милути — Теляки
Через деревню проходят регулярные автобусные маршруты:
- Сморгонь — Вишнево
- Сморгонь — Свайгини

## Достопримечательности
На южной окраине Милуть находится придорожная часовня постройки конца XIX — начала XX веков